# 王天增
王天增（1946年—），汉族，中华人民共和国政治人物、第十一届全国政协委员。
加入中国共产党，担任中共中央政策研究室原副主任。2008年，当选第十一届全国政协委员，代表社会科学界，分入第三十二组。并担任文史和学习委员会专委。